# RZSD 2ES10
Az RZSD 2S10 sorozat  egy orosz 3000 V egyenáramú, 2 x Bo'Bo' tengelyelrendezésű kétszekciós tehervonati villamosmozdony-sorozat. Összesen 221 db fog készülni belőle 2012-től az RZSD részére. A mozdonyokat a Siemens Transportation Systems és a Sinara fogja közösen gyártani.
2010 májusában az RZSD összesen 221 2ES10 mozdonyt rendelt.
A mozdonysorozat feladata az elöregedett RZSD VL11 sorozat kiváltása lesz.